# Oberengstringen
Oberengstringen es una comuna suiza del cantón de Zúrich, situada en el distrito de Dietikon. Limita al norte con la comuna de Regensdorf, al este y sureste con Zúrich, al sur con Schlieren, y al oeste con Unterengstringen.